# Nico Denz
Nico Denz (Waldshut-Tiengen, 15 de fevereiro de 1994) é um ciclista alemão. Estreiou como profissional em 2015 com a equipa AG2R La Mondiale. Desde 2020 compete com o Team DSM.

## Palmarés?
- 2018
  - Tour de Vendée[1]

- 2020
  - 1 etapa do Tour da Eslováquia

## Resultados em Grandes Voltas e Campeonatos do Mundo
| Corrida            | Corrida            | 2015 | 2016 | 2017 | 2018 | 2019  | 2020 | 2021  |
| ------------------ | ------------------ | ---- | ---- | ---- | ---- | ----- | ---- | ----- |
|                    | Giro d'Italia      | —    | —    | —    | 62.º | 124.º | 83.º | 102.º |
|                    | Tour de France     | —    | —    | —    | —    | —     | —    | —     |
|                    | Volta a Espanha    | —    | —    | Ab.  | —    | —     | —    | 114.º |
| Mundial em Estrada | Mundial em Estrada | —    | —    | —    | 74.º | —     | 63.º | —     |

—: não participa

Ab.: abandono

## Equipas
- AG2R La Mondiale (2015-2019)
- Sunweb/DSM[2] (2020-)
- Team Sunweb (2020)
- Team DSM (2021-)